# Gösta Ekman (1890–1938)
Gösta Ekman (właśc. Frans Gösta Viktor Ekman; ur. 28 grudnia 1890 w Sztokholmie, zm. 12 stycznia 1938 tamże) – szwedzki aktor filmowy, teatralny, reżyser i piosenkarz.
Jego synem był aktor i reżyser  Hasse Ekman.

## Wybrana filmografia
- 1936: Intermezzo
- 1936: Kungen kommer
- 1935: Swedenhielms
- 1930: Mach' mir die Welt zum Paradies
- 1930: För hennes skull
- 1928: Gustaf Wasa
- 1928: Revolutionschochzeit
- 1927: En perfekt gentleman
- 1926: Klovnen
- 1926: Faust
- 1925: Karl XII
- 1922: Vem dömer
- 1922: Kärlekens ögon
- 1921: En lyckoriddare